# ۴-متیل‌آمینورکس
۴ متیل امینورکس یک ماده مخدر قوی از دسته محرک‌ها است که اولین بار در سال ۱۹۶۰ سنتز شد نام‌ خیابانی آن آیس (ice) به معنای یخ است و همچنین نام‌های دیگر شامل سرخوشی (Euphoria) یا U4Euh است. این محرک در بسیاری از کشور‌ها جز مواد ممنوع می‌باشد. ۴-متیل امینورکس دارای اثرات مشابه با مت‌آمفتامین ولی طولانی‌تر از آن است.

## ساختمان شیمیایی
۴-متیل آمینورکس از ماده فنیل پروپانولامین ساخته می‌شود، به فرم خوراکی و دودی و اسنیف آن را استفاده می‌کنند. ساخت آن بسیار آسان و مشابه با ماده مخدر متامفتامین است و می‌توان با قرص‌های آنتی هیستامین و کمی سیانید و بروم آن را تهیه کرد.

## اثرات
اثرات آن قویتر از مت‌آمفتامین است و مدت بیشتری در بدن می‌ماند اثرات آن ۱۲ ساعت با استفاده از پایپ و ۱۶ ساعت به صورت خوراکی دوام دارد. این ماده قبلاً به جای داروی آمفتامین، برای کاهش اشتها استفاده می‌شد.
ساخت و مصرف آن در بیشتر کشورها غیرقانونی است.